# BASE Regional Airlines
BASE Regional Airlines was een Nederlandse luchtvaartmaatschappij die tussen 1985 en 2001 voornamelijk regionale vluchten uitvoerde vanaf Eindhoven Airport.

## Geschiedenis
BASE werd in 1985 opgericht als "BASE BusinessAirlines" en voerde chartervluchten uit vanaf Eindhoven Airport. In 1994 werden ook lijndiensten begonnen en werd de naam veranderd in BASE Regional Airlines. BASE was zelfs van 1999 tot 2001 een franchise partner van British Airways. Haar toestellen vlogen in British Airways kleuren en met een 'BA' vluchtnummer. Bestemmingen waren de luchthavens Gatwick en Heathrow in Londen en ook Birmingham, Manchester, Hamburg en Zürich. In april 2001 ging de maatschappij failliet.

## Vloot
BASE vloog haar lijndiensten met de volgende vliegtuigen:
- 1 - Fokker 50/60[1]
- 1 - LET L-410[2]
- 6 - Embraer EMB 120 Brasilia[3]
- 3 - British Aerospace BA31 Jetstream met registraties PH-KJA/B/G.[bron?]
- 1 - Raytheon Beech 1900D[bron?]